# Karl Larson
Karl Bertil Larson (Stoccolma, 16 settembre 1991) è un ex calciatore svedese, di ruolo difensore.

## Carriera
Larson è un prodotto del settore giovanile del Brommapojkarna.
Nel 2010, diciottenne, è stato mandato in prestito a farsi le ossa al Gröndals IK, in Division 1. Anche l'anno seguente è stato girato in prestito nello stesso campionato, ma in questo caso la squadra era il Valsta Syrianska. Ciò non gli ha impedito di fare 5 apparizioni in Superettan con la maglia del Brommapojkarna durante la stessa stagione.
Prima dell'inizio del campionato di Division 1 2012, Larson si è trasferito al Sirius, squadra guidata in panchina da Kim Bergstrand che aveva già avuto modo di conoscerlo qualche anno prima, ai tempi in cui il tecnico si occupava del vivaio del Brommapojkarna. Al suo primo anno in neroblu, il giocatore è stato utilizzato principalmente come centrocampista, grazie anche alla sua velocità e abilità con il pallone. Ha iniziato titolare in 16 occasioni, ma è stato talvolta frenato da problemi fisici.
A partire dall'annata 2013, è stato schierato nella posizione di terzino destro, fornendo un importante contributo sia offensivo che difensivo per il raggiungimento della promozione. Nel 2014, fatta eccezione per le cinque presenze messe a referto all'epoca del Brommapojkarna, ha così potuto disputare il suo primo vero e proprio campionato di Superettan. In relazione allo stesso torneo, è stato premiato dai tifosi del Sirius con il riconoscimento di "Årets Kjelledine", giocatore dell'anno secondo il tifo organizzato.
Il 2016 è stato l'anno del ritorno del Sirius in Allsvenskan, a distanza di 42 anni dall'ultima apparizione. Larson ha contribuito con 28 presenze.
Il 3 aprile 2017, alla prima giornata dell'Allsvenskan 2017 vinta in trasferta contro il Djurgården, Larson ha fatto il suo esordio assoluto nella massima serie svedese. Fino alla stagione 2020 (inclusa) è stato titolare in gran parte delle partite di campionato, mentre nell'Allsvenskan 2021 ha disputato 21 partite ma solo 4 di esse da titolare, numeri ulteriormente abbassati nel campionato seguente quando ha totalizzato 12 presenze di cui solo 2 da titolare. Al termine della stagione 2022, in scadenza di contratto, ha lasciato il club dopo undici stagioni e 285 presenze ufficiali.

## Palmarès

### Club

#### Competizioni nazionali
- Superettan: 1

Sirius: 2016
- Division 1: 1

Sirius: 2013